# Françoise de Rimini
Françoise de Rimini és una òpera en cinc actes composta per Ambroise Thomas sobre un llibret francès de Jules Paul Barbier i Michel Carré, basat en la Divina commedia: Inferno de Dante. S'estrenà a l'Opéra de París el 14 d'abril de 1882.
Després d'un parèntesi de diversos anys, Thomas va reaparèixer als escenaris parisencs amb Françoise de Rimini, que li suposà un èxit mitjà.